# 巴基斯坦式中國菜
巴基斯坦式中國菜指的是在巴基斯坦創造的，具有當地特色的中國菜。巴式中菜源自移居當地的巴基斯坦华人，是一套獨特的，結合了中國和巴基斯坦飲食特色的菜系。

## 歷史
巴式中菜起源自1930年代位於現屬巴基斯坦的地區的中菜館。前中华人民共和国总理周恩来曾光顧位於卡拉奇的ABC中菜館，这家中餐馆持續營業至1988年。
巴式中菜的特色與廣東菜有其相近之處。巴式中菜口味以甜、酸、辣為主，在調味上偏好使用番茄醬、醬油、辣椒醬、醋和味精，而罕用新鮮香料。巴式中菜在巴基斯坦相當受歡迎，特別是如「滿洲雞」、中式肉串等當地發明的混合菜。 
一些新開業的中菜餐廳，如Ginsoy在卡拉奇蓬勃發展。卡拉奇的中菜館提供的菜式揉合了中國和巴基斯坦的烹飪風格。截至2008年，在首都伊斯蘭堡的Phoenix中餐廳也變得廣為人知，著名食客包括了巴基斯坦前總統佩尔韦兹·穆沙拉夫和前總理肖卡特·阿齐兹。據報導，穆沙拉夫尤其喜愛該餐廳的龍蝦、北京烤鴨、炒牛肉和蒜香羊排。而廣受歡迎的巴式中菜「滿洲雞」則是一道由印度的中餐廳所發明的菜式，以辣味見稱，並與傳統中菜的作法有著天淵之別。
另外，自從2013年起中巴經濟走廊計畫的開展以來，中餐廳在巴基斯坦的主要城市中，有如雨後春筍般湧現。與早年的巴式中菜相比，它們的菜式和口味相對貼近傳統中菜，顧客群也以在當地生活的華人為主。

## 菜式
以下是部份廣受歡迎的巴式中菜菜式：
- 「滿洲雞」：以番茄醬調味的爆炒雞肉，一般伴以雞蛋或雞肉炒飯。
- 「青檸雞」：以青檸或檸檬調味的爆炒雞肉。
- 甜酸雞／蝦：很像咕嚕肉的一道菜，但以雞肉或蝦肉取代了豬肉。
- 米飯：當地的米飯主要採用的是印度香米，較受歡迎的是蛋炒飯和雞肉炒飯。
- 蜜味雞翅：以蜂蜜醬汁調製的雞翅。
- 湯品：雞肉玉米湯和酸辣湯在餐館、家庭和電視上無處不在，一般伴以醋和辣椒調味。
- 麵條：雞肉炒麵在巴式中菜中很受歡迎。烹製炒麵時會用上大量的食油、醬油、味精、醋和辣椒醬，配料包括了蔬菜、雞肉和絞肉。

因應巴基斯坦人普遍以穆斯林為主，故巴基斯坦式中國菜不會提供豬肉菜式，甚或會改用其它合符清真標準之肉品。

## 圖片集

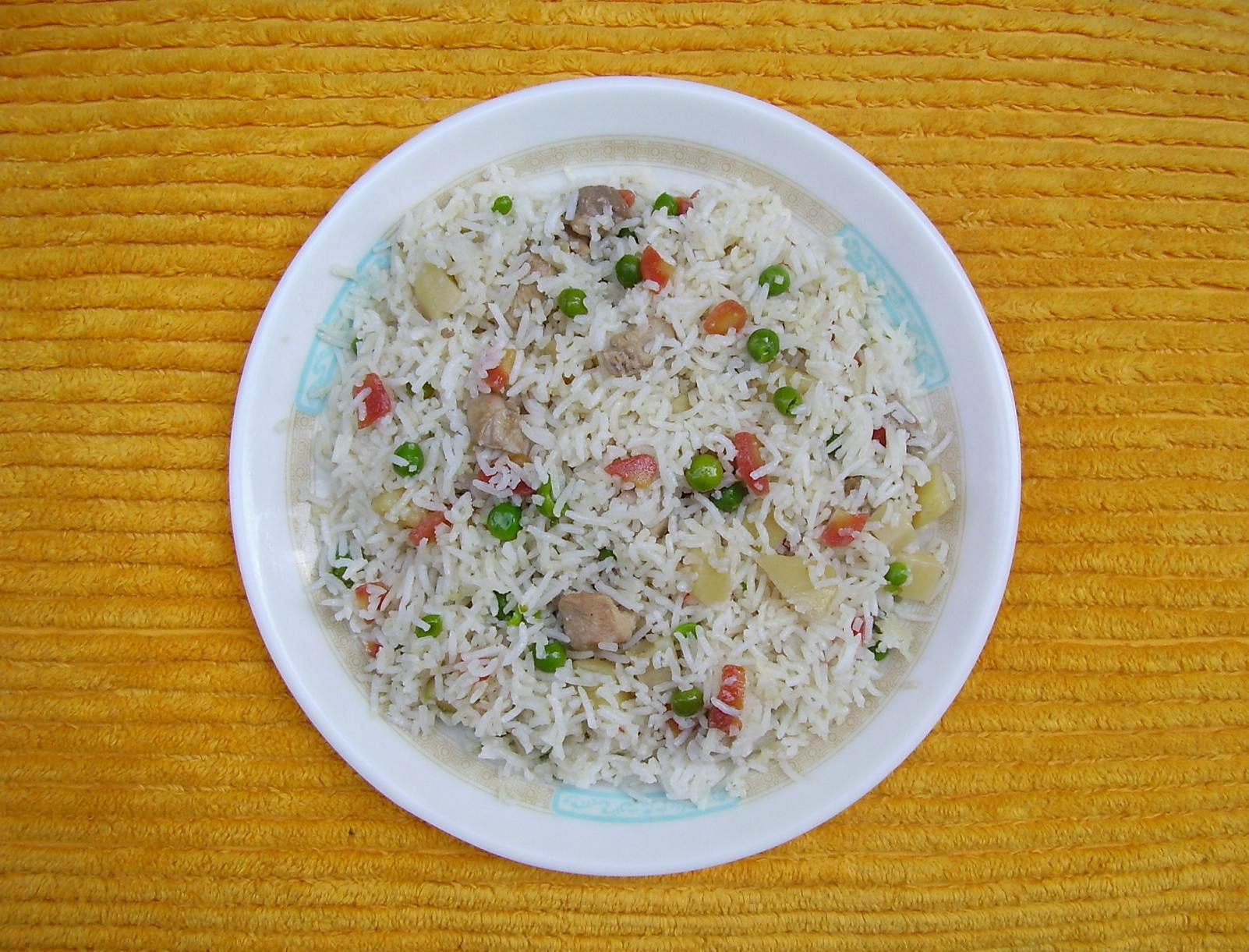
中式炒飯
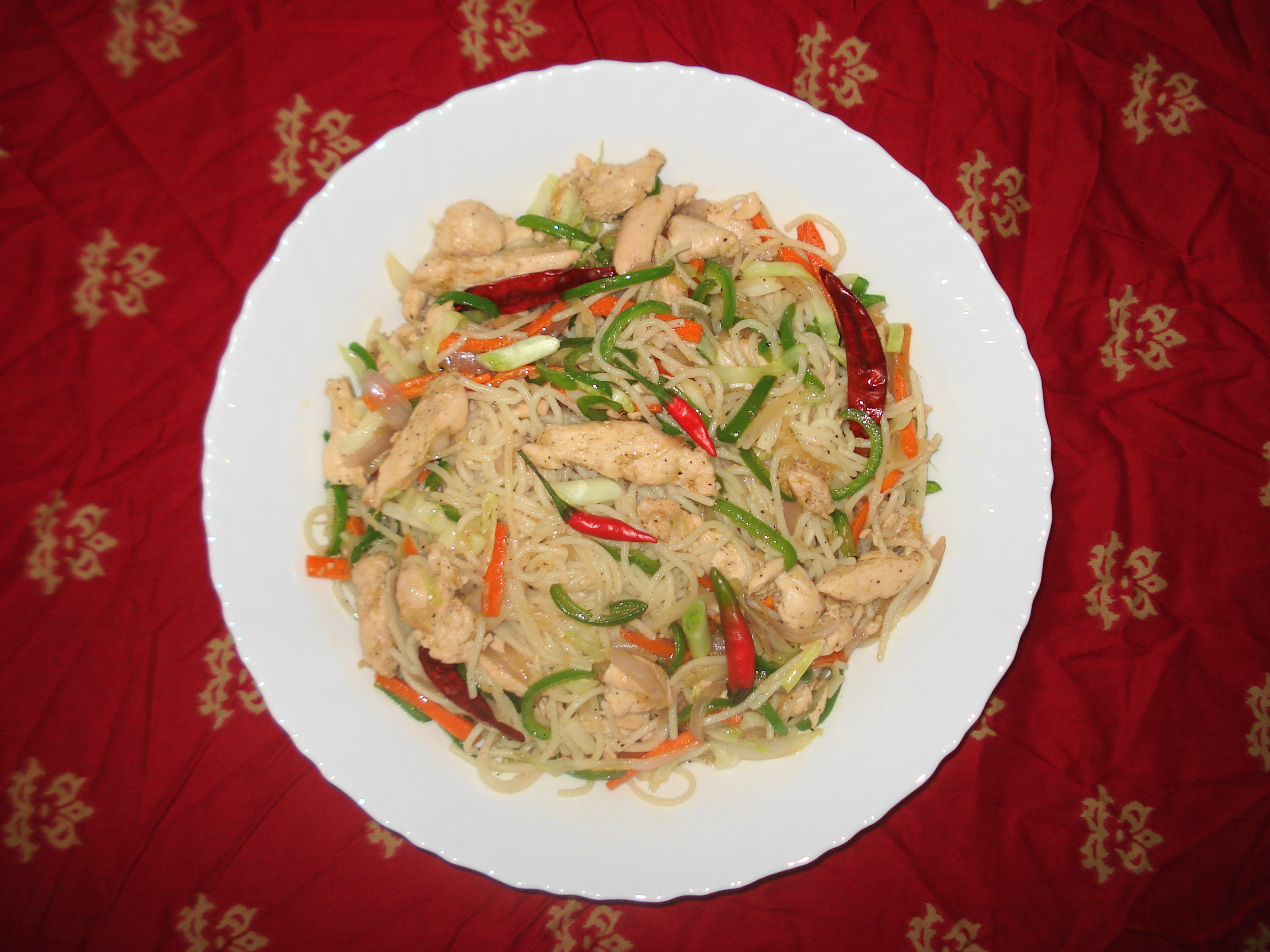
雞肉炒麵
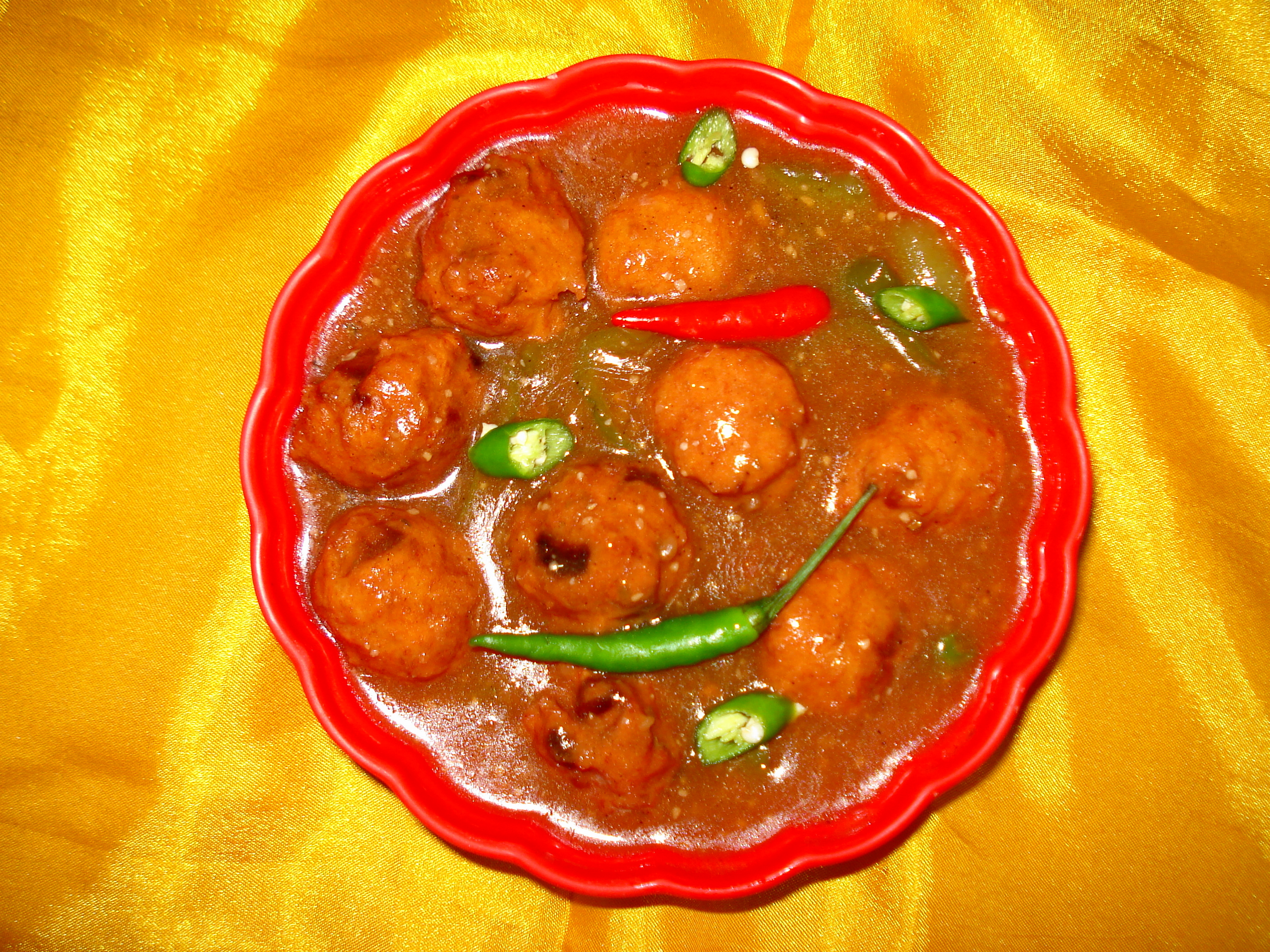
滿洲雞
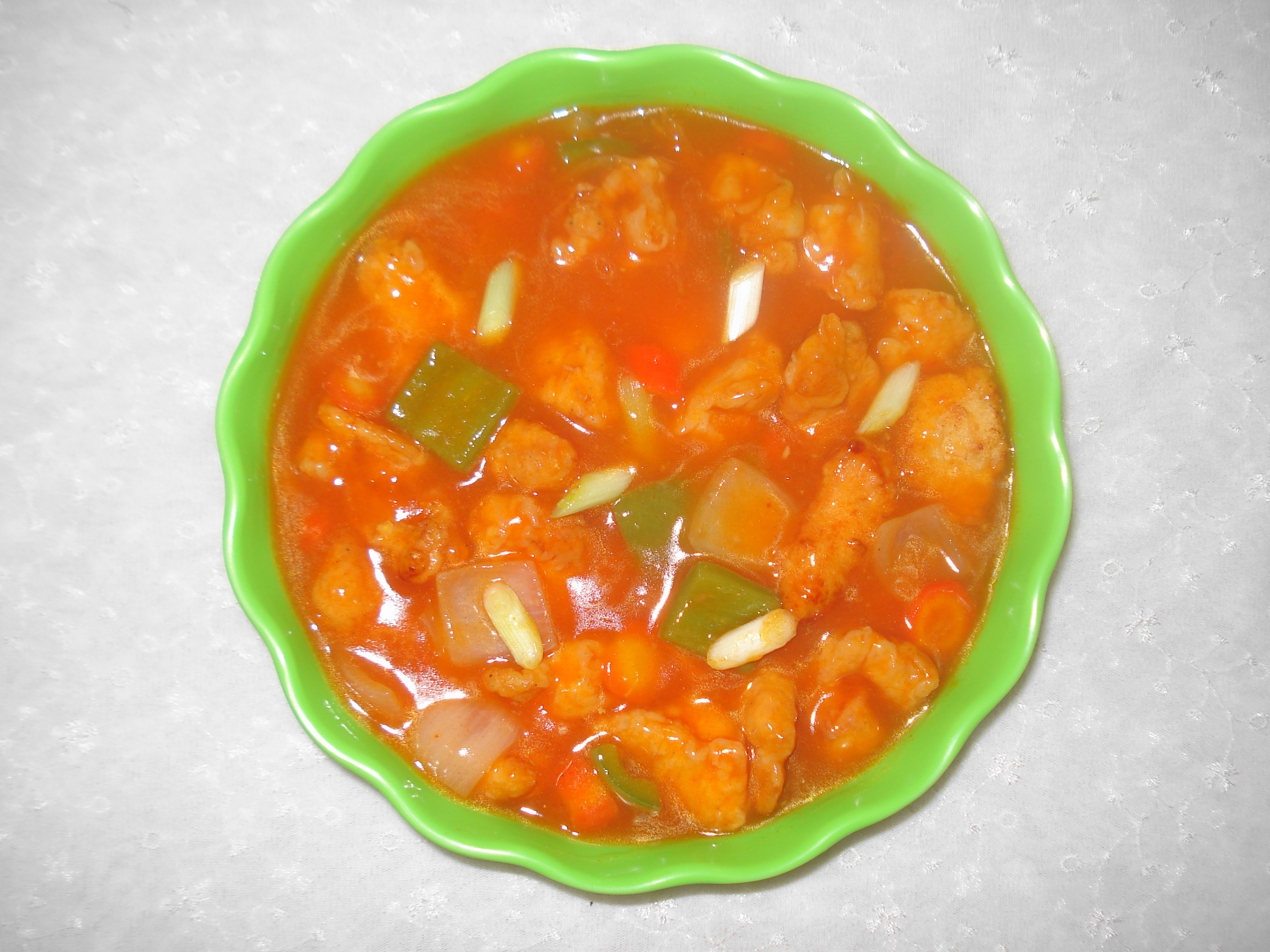
甜酸雞
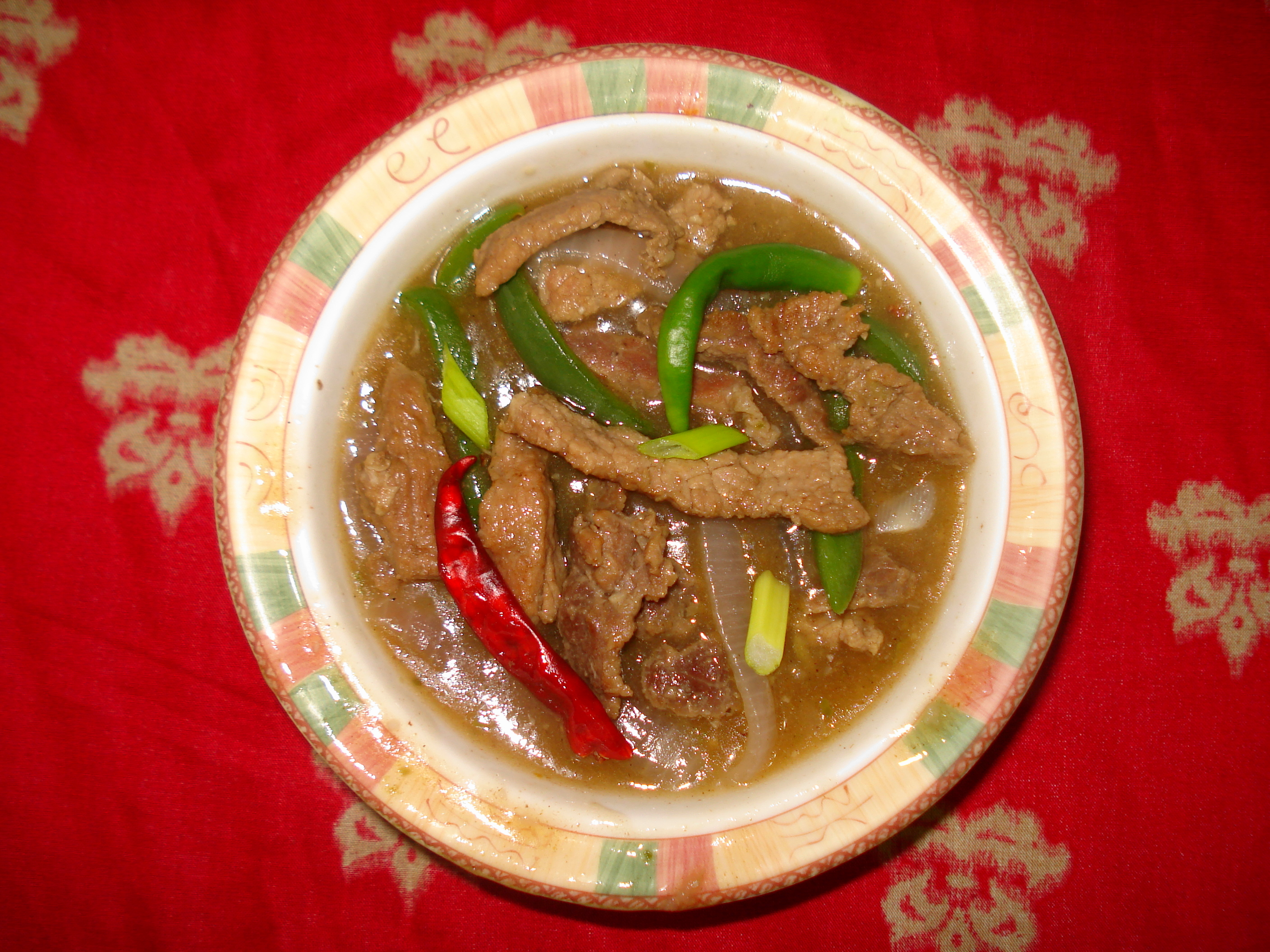
辣椒炒牛肉